# Chemie-anlagen+verfahren

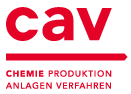
Logo der cav

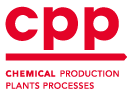
Logo der cpp

Die cav chemie-anlagen+verfahren ist eine monatlich erscheinende Fachzeitschrift, die 1967 gegründet wurde und in der Konradin Mediengruppe in Leinfelden-Echterdingen verlegt wird.
Sie berichtet über Verfahren, Anlagen, Apparate und Komponenten für die chemische und pharmazeutische Industrie. Zu den Themen gehören auch IT-Lösungen, MSR- und Automatisierungstechnik, Analysentechnik, Verpacken, Lagern und Materialfluss sowie aktuelle Wirtschafts- und Unternehmensmeldungen.
Die Zeitschrift erscheint unter dem Titel „cpp chemical plants + processing“ viermal jährlich als englischsprachige Weltausgabe mit Schwerpunktverbreitung in Europa und dem asiatischen Raum mit Themen rund um die Chemietechnik und Verfahrenstechnik sowie die Ölindustrie und die Petrochemie.

## Geschichte

Früheres Logo der cav

Früheres Logo der cpp

Mit einer Auflage von 10.000 Exemplaren startete cav chemie-anlagen + verfahren im Juni 1967 zunächst als eine Kohlhammer-Heywood-Publikation, die in Zusammenarbeit mit der „British Chemical Engineering“, London, entstand. Knapp ein Jahr später übernahm der Konradin-Verlag, Robert Kohlhammer GmbH, Stuttgart, die Verlagsrechte der bis dahin im Kohlhammer, Heywood & Co., Fachzeitschriftenverlag GmbH, Stuttgart, erschienenen Fachzeitschriften. Der zu dieser Zeit schon fast 40 Jahre alte, 1929 in Berlin von Robert Kohlhammer gegründete Verlag publizierte damals bereits 13 Fachzeitschriften und -zeitungen.
Von Anfang an war cav chemie-anlagen + verfahren als Kennziffer-Fachzeitschrift konzipiert, d. h. jeder redaktionelle Beitrag und jede Anzeige ist mit einer Kennziffer versehen. Damit können die Leser ausführlichere Informationen abrufen.
Aufgrund des starken Interesses erhöhte der Verlag die Auflage von 10.000 Exemplaren im Jahr 1967 auf heute über 20.000. Der größte Teil der Auflage geht in Unternehmen der chemischen und pharmazeutischen Industrie und des dazugehörigen Anlagen- und Apparatebaus.
Um der zunehmenden Globalisierung der Unternehmen gerecht zu werden, veröffentlicht die cav seit 1979 die englischsprachige Sonderausgabe cpp chemical plants + processing. Für Betriebe, welche die Volksrepublik China in den Fokus ihrer Aktivitäten rücken, wurde zur AchemAsia 2007 in Peking auch eine Ausgabe in chinesischer Sprache publiziert.

## Zusatzaktivitäten
Zu ausgewählten Messen werden mit der Fachzeitschrift Dei – die ernährungsindustrie und Pharmaproduktion gemeinsame Messeguides herausgebracht.
Der Internetauftritt bietet seit 1998 Zugriff auf die Heftinhalte. 2009 wurde die Homepage zum Fachportal für die Chemie- und Pharmatechnik ausgebaut mit tagesaktuellen News, Fachinformationen, Literaturvorstellungen und Terminen aus den Branchen.
Seit Juni 2011 ist das Fachportal für die Chemie- und Pharmatechnik Teil des Wissensportals für die Prozessindustrie Prozesstechnik-online.de. Neben den Schwerpunktthemen Chemie, Pharma und Food berichten es auch zu Querschnittsbereichen wie Energie, Umwelt und Wissen.